# Microcassette
 (juin 2021).
Si vous disposez d'ouvrages ou d'articles de référence ou si vous connaissez des sites web de qualité traitant du thème abordé ici, merci de compléter l'article en donnant les références utiles à sa vérifiabilité et en les liant à la section « Notes et références ».
La microcassette, inventée en 1969, est un support d'enregistrement sonore à bande magnétique, se présentant sous la forme d'une très petite cassette. Elle est le plus petit support d'enregistrement magnétique de fabrication standard.
Contrairement à la cassette qui a considérablement reculé face à l'invasion des nouveaux supports audio, tout particulièrement les baladeurs numériques, la microcassette continue d'être couramment[Quand ?] utilisée dans le domaine de la bureautique pour dicter des courriers ou des rapports[réf. nécessaire]. Raison pour laquelle la plupart des magnétophones utilisant la microcassette sont appelés dictaphones. La qualité sonore est médiocre, mais elle est suffisante pour enregistrer la voix[réf. nécessaire]. En général, elle n'est utilisée qu'en monophonie, mais il existe quelques rares magnétophones à microcassette pouvant enregistrer en stéréophonie.
La vitesse de défilement standard de la bande magnétique est de 2,4 cm·s-1. Mais la plupart des dictaphones proposent également un défilement à 1,2 cm·s-1, ce qui multiplie par deux la durée d'enregistrement de la microcassette (mais diminue la qualité sonore).

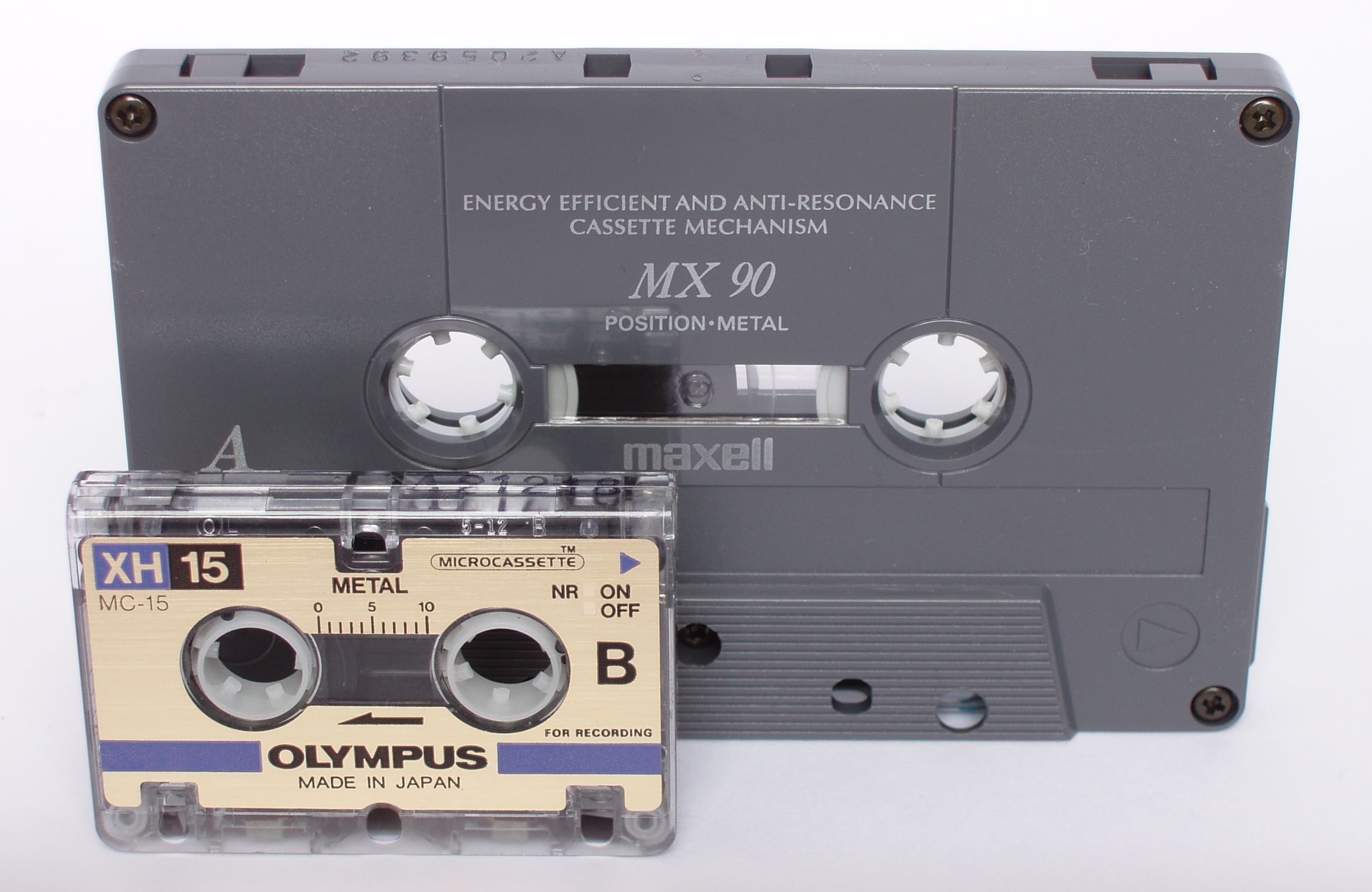
Comparaison d'une microcassette et d'une (mini)cassette.
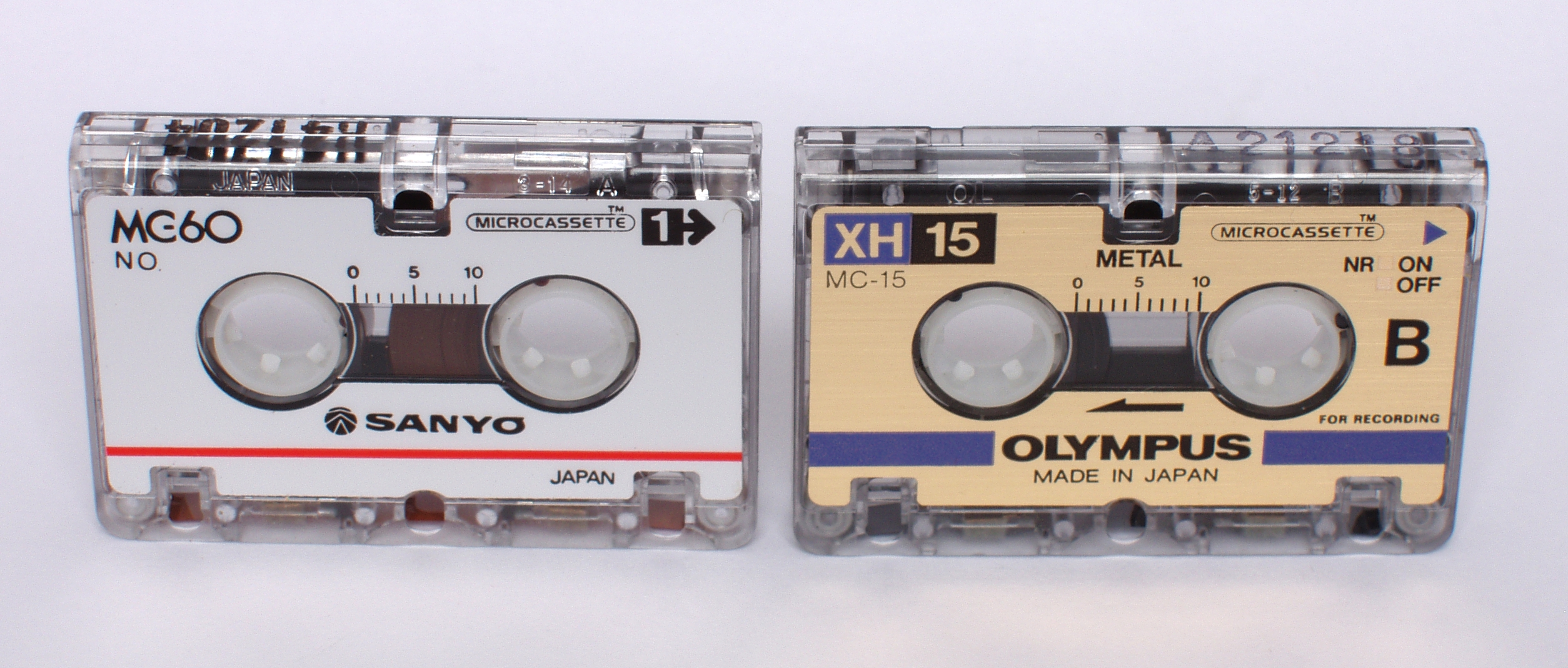
Microcassettes : « normale » et « métal ».
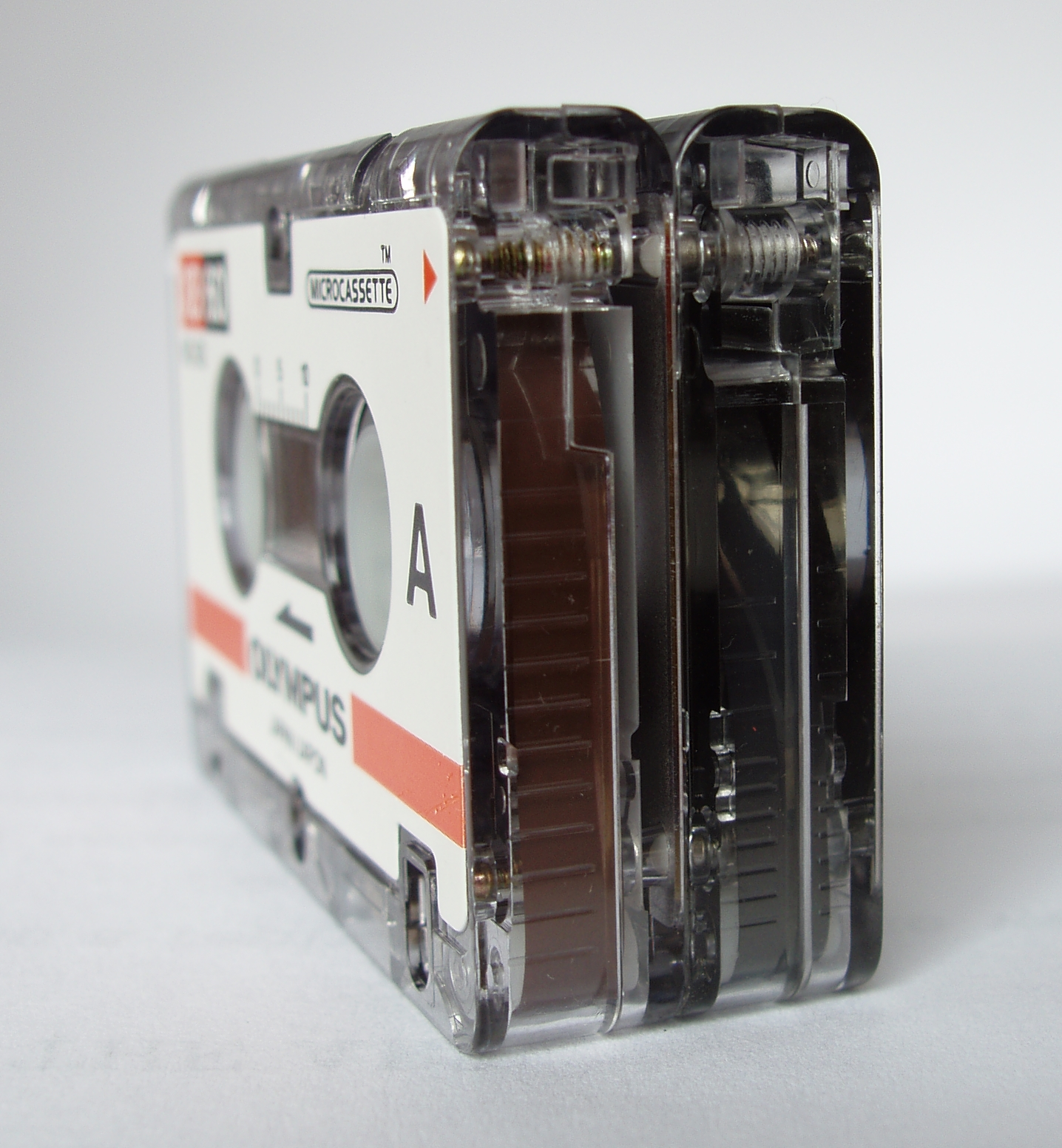
Ergot de protection des microcassettes.
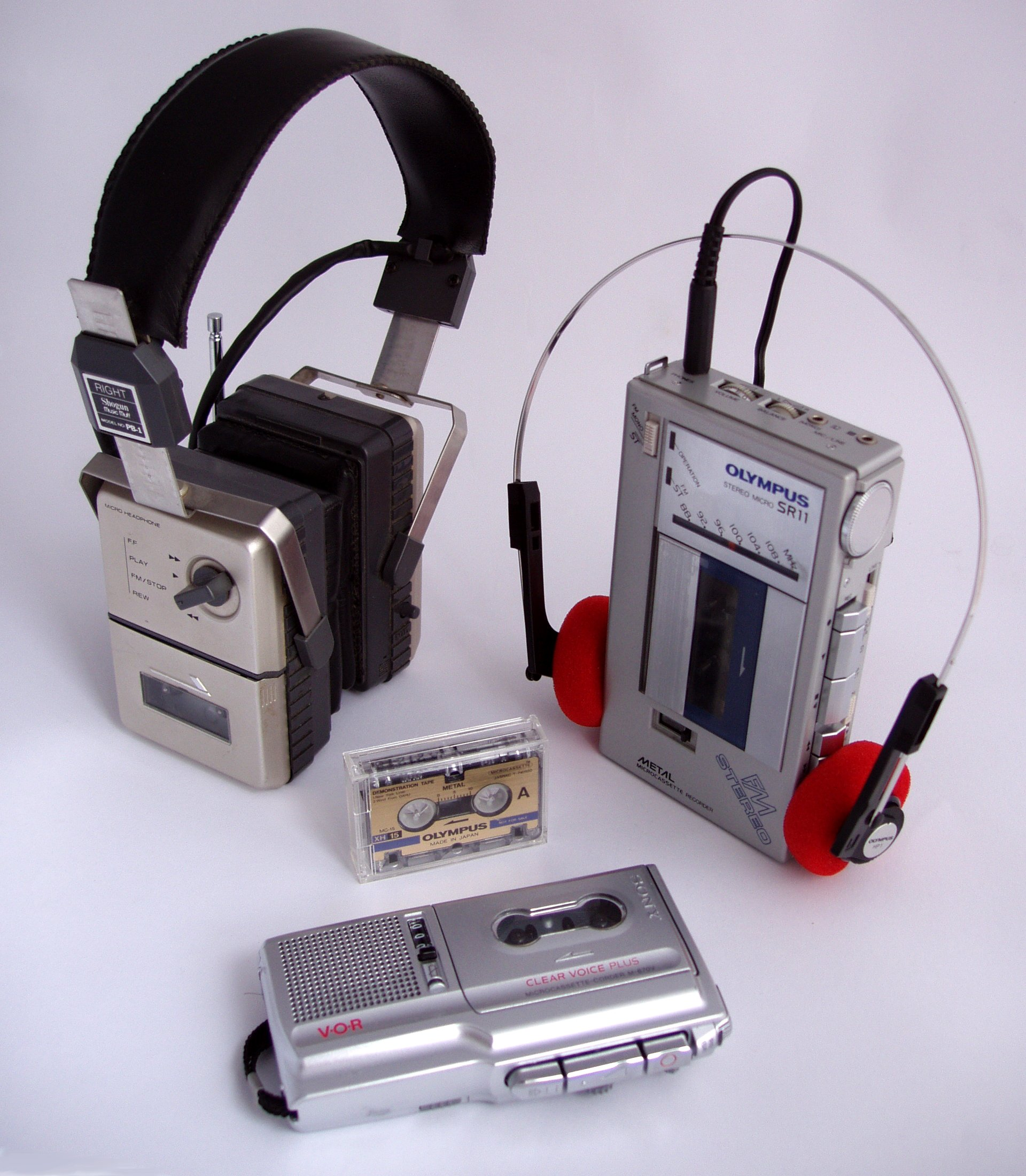
Trois magnétophones à microcassette.